# Stephenia rogersi
Stephenia rogersi is een vlinder uit de familie van de Nymphalidae. De wetenschappelijke naam van de soort is voor het eerst voorgesteld als Acraea rogersi door William Chapman Hewitson in een publicatie uit 1873.

## Verspreiding
De soort komt voor in de bossen van Guinea-Bissau, Guinee, Sierra Leone, Liberia, Ivoorkust, Ghana, Togo, Nigeria, Kameroen, Gabon, Centraal-Afrikaanse Republiek, Congo-Brazzaville, Congo-Kinshasa, Oeganda en West-Kenia.

## Waardplanten
De rups leeft op Adenia lobata (Jacq.) Engl. (Passifloraceae) en Theobroma cacao L. (Sterculiaceae).